# Горица Гајић
Горица Гајић (Ломница код Деспотовца, 1. јануар 1958) српска је политичарка и економиста. Свој први мандат Народног посланика у Народној скупштини Републике Србије као чланица Демократске странке Србије, служила је од 2012. до 2014. године, као и свој други мандат народне посланице од 2016. до 2020. године. Пре тога је била посланица Скупштине Државне заједнице Србије и Црне Горе од 2004. до 2006. године.

## Биографија
Основну школу завршила је у Деспотовцу, као носилац Дипломе Вук Караџић, док је Гимназију завршила у Свилајнцу, такође као носилац Дипломе Вук Караџић. Дипломирала је на Економском факултету у Београду 1983. године.
Године 1990. постаје члан Демократске странке и учествује у оснивању Општинског одбора ДС-а у Свилајнцу, где је вршила функцију страначког благајника. Од 1992. године је чланица Демократске странке Србије и један од оснивача Општинског одбора ДСС. Председница ОО ДСС Свилајнац је од 2001. године до данас. Чланица је у више сазива Окружног одбора ДСС-а за Поморавски округ. Чланица је у пет мандата Главног одбора ДСС-а, а од 2001—2003. године чланица је Извршног одбора ДСС-а и координатор за Шумадију и Поморавље. Чланица је Председништва ДСС-а од 2014. до 2017. године. Након одласка Санде Рашковић Ивић са места председника ДСС-а, на кратко јој је престала функција у Председништву странке, да би, након доласка садашњег председника, Милоша Јовановића, поново изабрана у Председништво странке.
Као кандидаткиња за одборника 2000. године на листи ДОС, постаје потпредседница Скупштине општине Свилајнац. Од 2004. до 2008. године вршила је функцију заменице председника општине Свилајнац, а од 2008. до 2012. функцију заменице председника Скупштине општине Свилајнац.
На ванредним изборима у децембру 2003. изабрана је за посланика у Скупштини Државне заједнице Србије и Црне Горе, где јој мандат траје до 2006. године. На парламентарним изборима 2012, са листе ДСС-а, изабрана је за народну посланицу у Скупштини Републике Србије, од 2012. до 2014. године, као и на парламентарним изборима у Србији 2016. године, са листе ДСС-Двери (Патриотски блок), где је вршила функцију народног посланика у целокупном мандату, од 2016. до 2020. године.
На Општим изборима у Србији 2022. налазила се на листи Српске коалиција НАДА - Национално демократска алтернатива, одмах иза генерала Божидара Делића, Војислава Михаиловића и Милоша Јовановића, као четврта на листи за кандидате за Народне посланике, те је на конститутивној седници Скупштине Србије 01.08.2022. године отпочео њен нови мандат народног посланика.
На парламентарним изборима у децембру 2023. године, такође се налазила на листи Коалиције НАДА - Национално демократска алтернатива. 
У августу, 2021. године, супруг јој је преминуо од последица срчаног удара. Живи у Свилајнцу.